# Johann Gottfried Gruber

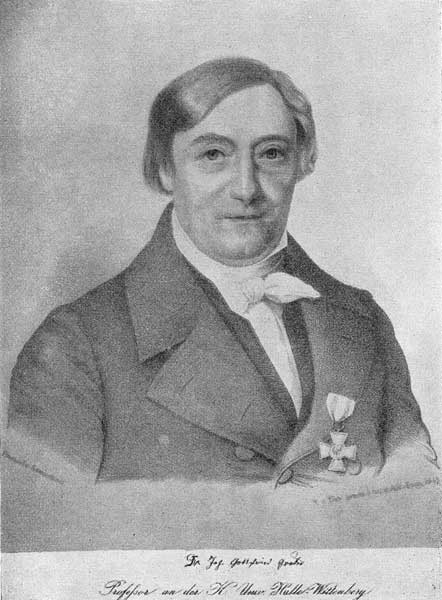
Retrato de Johann Gottfried Gruber

Johann Gottfried Gruber (Naumburgo, 19 de noviembre de 1774 - Halle, 7 de agosto de 1851) fue un historiador de la literatura, crítico, escritor, traductor, biógrafo y lexicógrafo alemán. 

## Biografía
Nacido el 19 de noviembre de 1774 en Naumburgo, recibió su educación en la escuela de Naumburgo y la Universidad de Leipzig, después de lo cual residiría sucesivamente en Gotinga, Leipzig, Jena y Weimar, periodo durante el que trabajó tanto en la enseñanza como en diversos proyectos literarios. Gozó de la amistad de Herder, Wieland y Goethe durante su estancia en Weimar. En 1811 fue nombrado profesor en la Universidad de Wittenberg; después de la división de Sajonia fue enviado por el senado a Berlín para negociar la unión de la Universidad de Wittenberg con la de Halle. Después de materializarse dicha unión se convirtió en 1815 en profesor de Filosofía en Halle. Estuvo asociado con Johann Samuel Ersch como editor de la gran obra Allgemeine Encyklopädie der Weissenschaften und Künste; después de la muerte de Ersch continuó la primera sección desde el volumen XVIII al LIV. También fue sucesor de Ersch como editor de la Allgemeine Literaturseitung. Murió el 7 de agosto de 1851, en Halle.
Gruber fue autor de un gran número de obras, las principales fueron son Charakteristik Herders (Leipzig, 1805), Geschichte des menschlichen Geschlechts (dos volúmenes, Leipzig, 1806), Wörterbuch des altklassischen Mythologie (tres volúmenes, Weimar, 1810-1815), Wielands Leben (dos partes, Weimar, 1815-1816) y Klopstocks Leben (Weimar, 1832). También editó los Sämtliche Werke de Wieland (Leipzig, 1818-1828).